# Belle Glade
Belle Glade è un comune degli Stati Uniti d'America situato nella parte centrale della Contea di Palm Beach dello stato della Florida. Secondo le previsioni del 2011, la città ha una popolazione di 17 467 abitanti su una superficie di 12,1 km².